# フローズン・カスタード

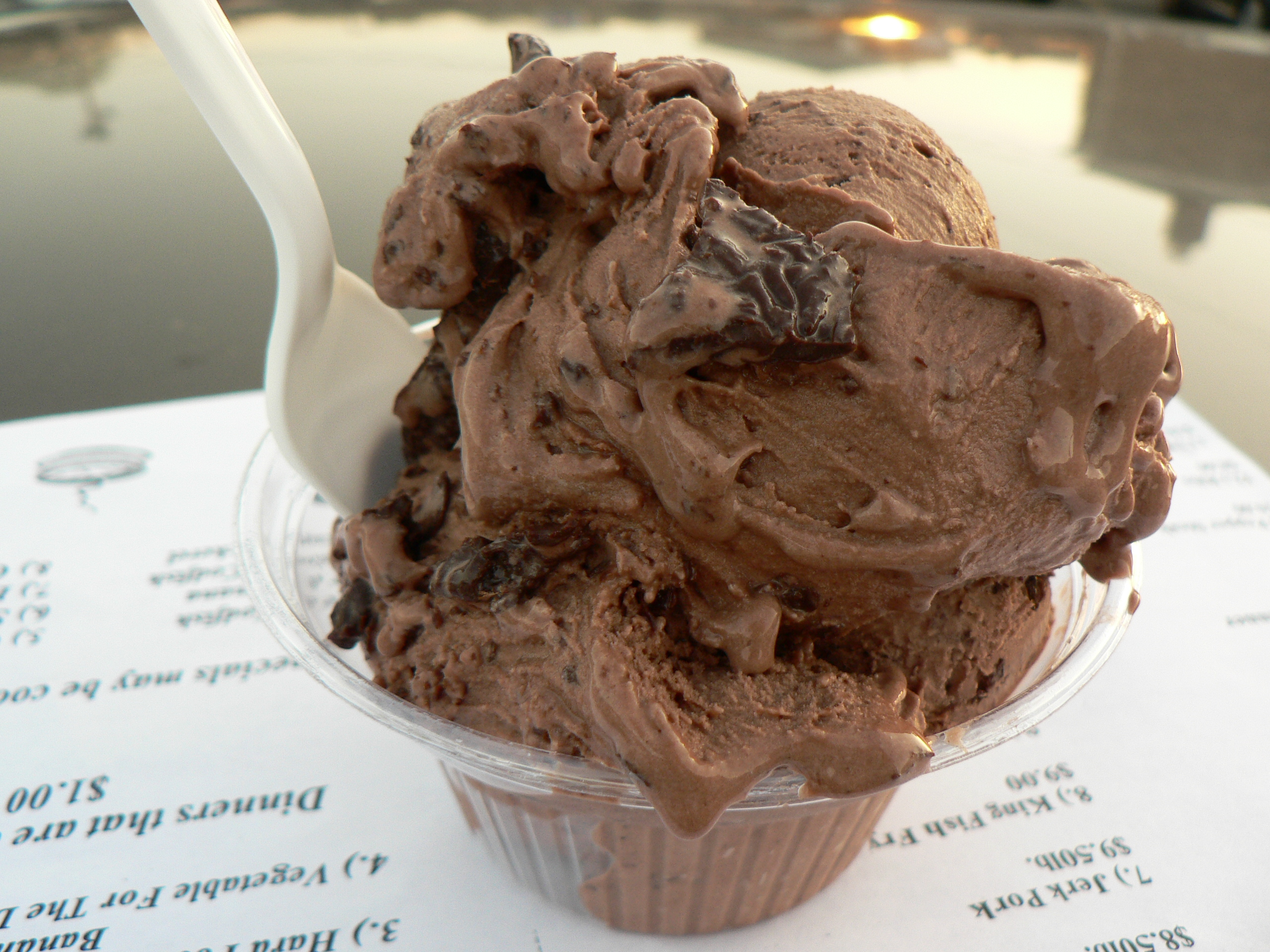
フローズン・カスタード（チョコレート）の例

フローズン・カスタード（英語: frozen custards）は、アメリカ合衆国発祥のアイスクリームの一種。
ウィスコンシン州の名物とされる。

## 概要
一般的なアイスクリームよりも卵黄を多く使って作られており、含まれている空気の分量が少ないために日本で一般的なソフトクリームと比べると、少し硬めであり、ずっしりとした濃厚な味となっている。
バニラやチョコレート味が定番商品だが、ミント、キャラメル、ベリーなど様々な味が販売されている。
アメリカ合衆国では、アメリカ全域に展開しているようなフローズン・カスタードのチェーン店もある。

## 歴史
1919年にニューヨーク市で販売が始まり、人気となった。
1933年に開催されたシカゴ万国博覧会をきっかけとしてアメリカ中西部でも人気となり、酪農が盛んなウィスコンシン州においてチーズやビールと並んで名物となった。